# Rajk Endre
Rajk Endre (Székelyudvarhely, 1899 – Kronach, 1960. szeptember 9.) nyilas politikus, a Szálasi-kormány kormánybiztosa, Rajk László kommunista politikus bátyja.

## Ifjúkora
Mészáros Vilma és Rajk József (aki 1890-es házasságkötésük után magyarosította nevét Reichről Rajkra) hatodik gyermekeként született (László a kilencedik volt). A párnak összesen 13 gyermeke született, akik közül 11 nőtt fel, nyolc fiú és három lány. Az első világháború szétszórta a családot; az utolsó közös fénykép 1916-ban készült. A trianoni döntés fizikailag is kettévágta a családot a Székelyudvarhelyen maradókra és az onnan elmenekülőkre. 
Lajos testvére Budapesten szerzett orvosi diplomát és nyitott praxist, onnan segítette rokonait, ahogy Gyula és Endre is. Endre a Hangya Szövetkezetnél szerzett biztos, jól jövedelmező állást; előbb a cég nyíregyházi részének igazgatója, majd országos vezető tisztviselője lett. Apjuk románosítással szembeni ellenállása miatt Erdélyben maradt testvérei folyamatos zaklatásnak és hátrányos megkülönböztetésnek voltak kitéve a román hatóságok részéről, hasonlóan a többi, románosodni nem hajlandó erdélyi magyar családhoz.
1924-ben Endre hazalátogatott. Az ekkor 15 éves Lászlót annak kérlelésére magával hozta Magyarországra, ahol nála lakott, ő tartotta el és fedezte iskoláztatásának költségeit is. A döntéshez nagyban hozzájárult apjuk 1924. december 31-én bekövetkezett halála is.

## Politikai pályafutása
Míg Endre az egyre növekvő hungarista mozgalom szimpatizánsa lett, ahol Szálasi Ferenc holdudvarába került, addig László a kommunista mozgalomhoz csatlakozott; 1931-ben a Kommunisták Magyarországi Pártja tagja lett. A testvérek 1935-ben több heves vitát követően (egészen 1945-ig) megszakították egymással a kapcsolatot.
Endre később belépett a Nyilaskeresztes Pártba, de antiszemita nézeteket nem vallott; 1937-től az EKE mezőgazdasági szövetkezet igazgatójaként zsidókkal is együttműködött.  A párton belül gyorsan ívelt felfelé a karrierje; hamar kiérdemelte Szálasi hűséggyűrűjét, aki a nyilas puccs (1944. október 15.) után készletgazdálkodási kormánybiztossá nevezte ki, de neve mégsem vált ismertté. Ebbéli minőségében 1944. december 24-én Budapest élelmezésével kapcsolatban azt jelentette, hogy a fővárosnak csak 12 napra elegendő élelme maradt.

### László megmentése
Rajk Lászlót a nyilasok Endre parancsára tartóztatták le, mert tudta, ha öccsét ellenállási tevékenységen kapják, nagy valószínűséggel kivégzik, mint például Bajcsy-Zsilinszky Endrét. A börtönből azonban nem tudta és nem is akarta már kiszabadítani. Amikor Lászlót a Nemzeti Számonkérő Szék nevezetű nyilas bíróság elé állították 1945. március 23-án, Endre teljes nyilas díszegyenruhában jelent meg tanúskodni öccse mellett, aki így megmenekülhetett az akasztástól.

## Élete a háború után
1945 júniusában egy, a háborús főbűnösökre szakosodott amerikai katonai egység vette őrizetbe. Kihallgatásai során Rajk Endre mindvégig Szálasi hívének vallotta magát, csak azt kérte ki magának, ha vallatói nem hungaristának, hanem nácinak titulálták; erre a két ideológia közötti különbségek és eltérések hosszas ecsetelésével válaszolt. Két évig volt a salzburgi internálótábor lakója. Fogolytársainak többsége onnan került a különböző népbíróságok elé, ő azonban elkerülte ezt; vélhetően a háború utáni Magyarországon vezető szerephez jutó öccse „hathatós közreműködése” révén. 1947-ben szabadon távozhatott a táborból; az NSZK-ban telepedett le, ahol második feleségével és két gyermekével háborítatlanul élhetett. 1960-ban bekövetkezett haláláig Szálasi hívének tartotta magát és emlékirataiban erős nosztalgiával és önigazolással tekintett vissza arra az időszakra, amikor a nyilas mozgalom volt a „bolsevizmus elleni harc utolsó bástyája”.

### Szerepe a Rajk-perben
A Rajk-perben a rokoni kapcsolatok külön koncepciót képviseltek, amely szerint a kommunisták közé beépülő Rajk László már első letartóztatásakor rendőrspicli lett, akinek tevékenységét „fasiszta bátyja” fedezte mindvégig. 1945-ben is csak azért mentette meg Endre az öccse életét, hogy tovább folytathassa a kommunista párton belüli kártékony és hazaáruló tevékenységét. Az ezt viszonzó, azonban valóban bűncselekménynek számító irat- és bizonyítékmegsemmisítés azonban kimaradt, mivel a háborút követően több ezer egykori nyilaskeresztes – a korabeli pártzsargonban: kisnyilas – épült be a különböző állami (erőszak)szervezetekbe (ÁVH, Rendőrség stb.) Ennek felemlegetése a kommunista pártra nézve kellemetlen lett volna.